# Eilish Flanagan
Eilish Flanagan (2 de mayo de 1997) es una deportista de Irlanda que compite en atletismo. Ganó una medalla de plata en el Campeonato Europeo de Atletismo Sub-23 de 2019, en la prueba de 3000 m obstáculos.